# Nicsara nigrifrons
Nicsara nigrifrons är en insektsart som först beskrevs av Brunner von Wattenwyl 1898.  Nicsara nigrifrons ingår i släktet Nicsara och familjen vårtbitare. Inga underarter finns listade i Catalogue of Life.